# Daily News (Nowy Jork)
New York Daily News – piąta pod względem rozpowszechnienia gazeta codzienna w Stanach Zjednoczonych, z dziennym nakładem 632 595 egzemplarzy. Powstała w 1919 roku i była pierwszą amerykańską gazetą drukowaną w formie tabloidu. Jej właścicielem jest Mortimer Zuckerman. „Daily News” zdobyła dziesięć nagród Pulitzera.

## Historia
„Daily News” została stworzona przez Josepha Medilla Pattersona. Wraz z kuzynem Robertem R. McCormickem byli współwydawcami „Chicago Tribune” i jednocześnie wnukami Josepha Medilla, założyciela korporacji Tribune. Patterson i McCormick nie zgadzali się z treścią, a także formą wydawniczą „Chicago Tribune”, dlatego zdecydowali o wspólnym spotkaniu w Paryżu, gdzie wpadli na pomysł utworzenia nowej gazety w Nowym Jorku. W drodze powrotnej Patterson spotkał się z Alfredem Harmsworthem, wydawcą „Daily Mirror”, angielskiego tabloidu. Pozostając pod wrażeniem zalet tabloidu, Patterson opublikował pierwszy numer „Daily News” 26 czerwca 1919 roku.
Gazeta nie odnosiła początkowo sukcesów i w sierpniu 1919 roku jej nakład został zmniejszony do 26.625. Mimo to wielu ludzi, którzy dojeżdżali do pracy uznali format tabloidu za łatwy do trzymania, liczba stałych czytelników zaczęła rosnąć. W okresie pierwszej rocznicy gazety, w 1920 roku, nakład wyniósł 100.000, a w 1925 roku był to ponad milion egzemplarzy.
„Daily News” używała sloganu „New York’s Picture Newspaper” od 1920 do 1991 roku, ze względu na nacisk na fotografie. Aparat był również obecny w logo gazety od jej pierwszego wydania. Późniejsze hasło, zaczerpnięte z kampanii reklamowej, to „New York’s Hometown Newspaper”, podczas gdy kolejnym było „The Eyes, the Ears, the Honest Voice of New York”. „Daily News” wciąż publikuje duże i wyraźne zdjęcia, zarówno związane z aktualnymi wiadomościami, jak i rozrywką oraz sportem. Poza tym w gazecie znajdują się informacje dotyczące wyłącznie Nowego Jorku, a także kolumna plotkarska, sekcja sportowa i opiniotwórcza oraz komiksy i reklamy.
W 1982 roku oraz na początku lat 90. „Daily News” omal nie przestała istnieć. W 1982 roku Tribune gotowa była sprzedać gazetę, a w 1991 roku milioner Robert Maxwell zaoferował finansowe wsparcie, które miało utrzymać tabloid na rynku. Jednak krótko po tym Maxwell zmarł, a gazeta stanęła na skraju bankructwa. W 1993 roku kupił ją ostatecznie Mort Zuckerman. „Daily News” posiada swoje oddziały na Bronksie, Brooklynie oraz w Queens, City Hall oraz One Police Plaza.
W siedzibie „Daily News” kręcono zdjęcia do serii filmów o Supermanie z lat 1978–1987. Gmach redakcji, jak również jego biura posłużyły w filmach za redakcję gazety „Daily Planet”.